# Alva Snis Sigtryggsson
Alva Snis Sigtryggsson, född 30 november 1993 i Hägerstens församling, Stockholms län, är en svensk journalist, fältbiolog och miljöaktivist. Hon var tidigare vice ordförande i Fältbiologerna och ungdomsrepresentant i delegationen till FN:s kommission för hållbar utveckling.
2012 vann Alva priset som Årets miljöhjälte för sitt arbete med Fältbiologerna och sin aktivism för att rädda Ojnareskogen från kalkbrytning. Prisutdelningen blev särskilt uppmärksammad i riksmedia då kung Carl XVI Gustaf vägrade dela ut priset till Alva, enligt uppgift då han inte ville bli förknippad med civil olydnad.
Alva arbetar 2021 på Sveriges Radio.